# 國家信息服務部
國家信息服務部（普什圖語：‎，羅馬化：KHadamat-e Aetla'at-e Dawlati，缩写为KHAD）是阿富汗民主共和國安全機構和情報機構，成立於1978年，並在蘇聯佔領阿富汗期間還擔任秘密警察的工作。
KHAD名義上是阿富汗的國家部門，但事實上受蘇聯KGB嚴格控制至1989年，1986年1月升格為正式部門，稱國家安全局。
在阿富汗民主共和國倒台後，KHAD成為反對派北方聯盟的情報機構。